# Pedro Amigo de Sevilha
Pedro Amigo de Sevilha, o Pedr'Amigo (fl. XIII secolo), è stato un xograr galiziano, attivo durante la seconda metà del XIII secolo alla corte del re castigliano Alfonso X il Saggio, a Siviglia.
Si crede fosse originario di Betanzos, in quanto è documentata la sua condizione di canonico nelle cattedrali di Oviedo e Salamanca. L'ultimo documento in cui appare citato è del 1308, per cui si crede sia morto in questo periodo. Compose trentasei cántigas che figurano nei canzonieri di Ajuda, Colocci-Brancuti e della Biblioteca Vaticana, dove possiamo trovare quattro cántigas de amor, dieci cántigas de amigo, diciotto cántigas de escarnio, tre tenzoni e una pastorela.